# モア (曲)

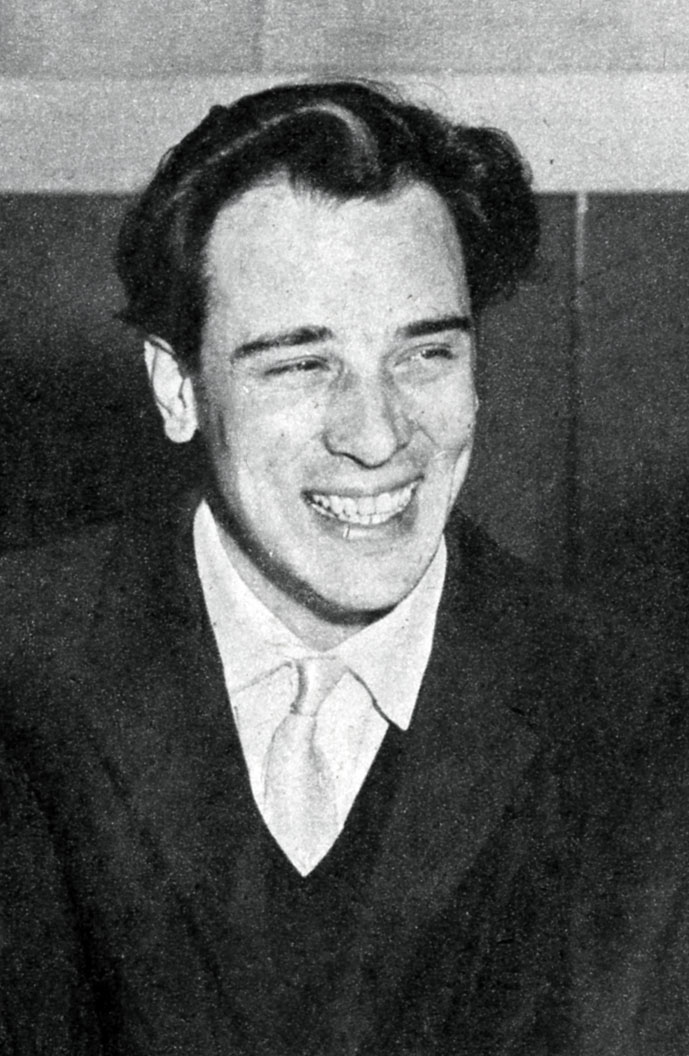
リズ・オルトラーニ

「モア」（More）は、1962年公開の映画『世界残酷物語』のテーマ曲である。ゴールデン・サントラシリーズでは「モアー（心の奥底に）」というタイトルでシングルカットされていた。

## 概要
モンド映画の名作である『世界残酷物語』のテーマ曲であるが、数多くのカヴァーが存在し、現在ではスタンダード・ナンバーにもなっている。作曲はリズ・オルトラーニ。名義上の作曲者はオルトラーニとニーノ・オリヴィエロとの共作となっているが、オリヴィエロは『世界残酷物語』に使用された他の楽曲を作曲しており、「モア」はオルトラーニのみの作品だとされる。イタリア語版の作詞はマルチェッロ・チョルチョリーニ、英語版の作詞はノーマン・ニューウェル。
『世界残酷物語』イギリス公開版のテーマ曲として、オルトラーニのメロディにイギリスEMIレコードのプロデューサーであるノーマン・ニューウェルの英語歌詞をつけ、「ホワイト・オン・ホワイト」（White on White）のヒットで知られる南アフリカ共和国出身でイギリスを拠点に活動していた歌手ダニー・ウィリアムズが歌ってシングル盤を発売したところ、大ヒットとなる。その後アンディ・ウィリアムズやフランク・シナトラといったアメリカの人気歌手もレパートリーに入れたことで、さらに楽曲の知名度は高まる。
オルトラーニ作曲の音楽の中でも、特に多くのカヴァーが存在する作品であり、カンツォーネはもちろん、ポップス、ジャズ、ロック、イージーリスニングまで世界中で様々な形でカヴァーされていて、日本でもプロの吹奏楽団、数多くの学校における吹奏楽部による演奏も行われている。

### 賞
1963年のアカデミー賞主題歌賞ノミネート、および1963年グラミー賞インストゥルメンタル賞受賞。

## 主題歌公式歌手
- カティナ・ラニエリ（1962年イタリア、フランス公開版）
- ダニー・ウイリアムズ（1962年イギリス公開版）
- ヴィック・ダナ（1962年アメリカ公開版）

## カヴァー

### ポップス
- アンディ・ウィリアムス
- ブレンダ・リー
- ボビー・ヴィントン
- スプリームス
- ジョニー・マティス
- ドリス・デイ
- 立川清登
- 椎名林檎

### ジャズ
- エレクトーン奏者の塚山エリコによるドラム・ビート調アレンジ「モア’80」などがある。「‘80」とは「1980年代の」という意味である。

### ラウンジ&イージーリスニング
- ルチアーノ・ミケリーニ
- カーメン・キャバレロ
- カイ・ウィンディング
- レイモン・ルフェーブル
- クロード・チアリ